# Force aérienne rwandaise
La force aérienne rwandaise ou armée de l'air rwandaise est la composante aérienne des forces rwandaises de défense.

## Histoire
Après avoir accédé à l'indépendance en 1962, l'armée de l'air est formée avec l'aide de la Belgique. Le tout premier avion se compose de trois anciens Fouga CM-170 Magister de l'armée de l'air française, qui opère dans un rôle de contre-insurrection avec un Britten-Norman Islander. Les autres livraisons comprennent Sud-Aviation 342L Gazelles, Nord Noratlas, SOCATA Guerrier et un Douglas C-47 Skytrain. Après le début des combats de la guerre civile rwandaise entre l'APR et le gouvernement en 1990, la plupart des avions sont abattus, détruits au sol ou se sont écrasés.

## Inventaire actuel

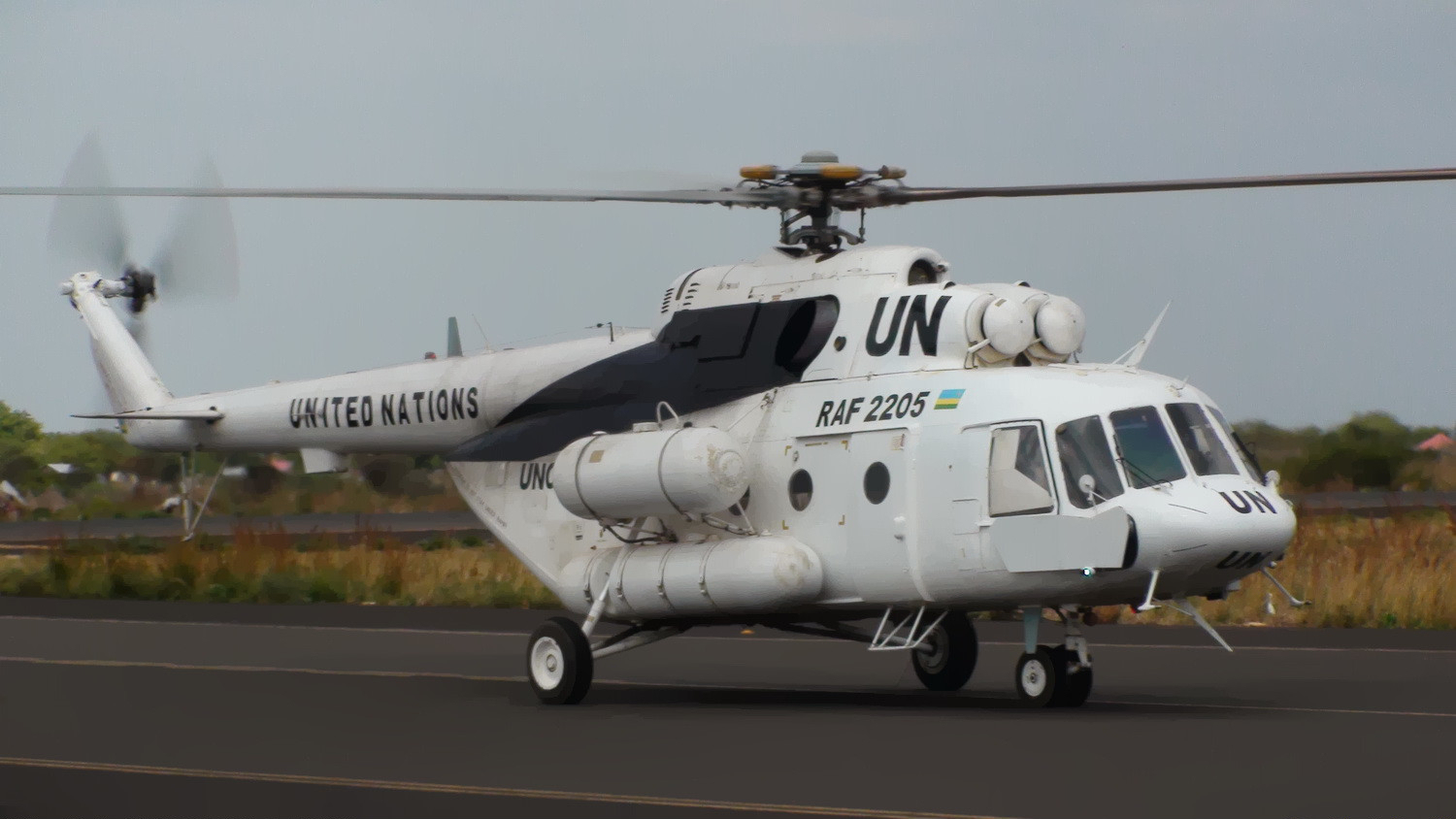
Un Mil Mi-17 de l'armée de l'air rwandaise

| Avion                | Origine    | Taper      | Une variante | En service | Remarques |
| Transport            | Transport  | Transport  | Transport    | Transport  | Transport |
| -------------------- | ---------- | ---------- | ------------ | ---------- | --------- |
| Caravane Cessna 208  | États-Unis | utilitaire |              | 2          |           |
| Diamant DA42         | Autriche   | utilitaire |              | 2          |           |
| Hélicoptères         |            |            |              |            |           |
| Mil Mi-17            | Russie     | utilitaire |              | 12         |           |
| Mil Mi-24            | Russie     | attaque    |              | 5          |           |
| Aérospatiale Gazelle | France     | utilitaire | 342          | 3          |           |